# Fadogia
Fadogia é um género botânico pertencente à família Rubiaceae.